# Lijst van gemeentelijke monumenten in Gennep
De gemeente Gennep heeft 25 gemeentelijke monumenten. Hieronder een overzicht. 

## Gennep
De plaats Gennep kent zes gemeentelijke monumenten:
| Object                                                                             | Bouwjaar | Architect | Locatie                                         | Coördinaten                   | Nr.        | Afbeelding        |
| ---------------------------------------------------------------------------------- | -------- | --------- | ----------------------------------------------- | ----------------------------- | ---------- | ----------------- |
| Spoorwegmonument Loc 94                                                            | 1894     |           | Brabantweg                                      | 51° 41' 38" NB, 5° 58' 26" OL | 0907/      | Meer afbeeldingen |
| Joodse begraafplaats                                                               |          |           | Davidlaan                                       | 51° 41' 45" NB, 5° 58' 5" OL  | 0907/      | Upload foto       |
| Trafohuisje                                                                        |          |           | Doelen bij Torenstraat; noordoostzijde kruising | 51° 42' 9" NB, 5° 58' 6" OL   | 0907/WN001 | Trafohuisje       |
| Voormalige brandweerkazerne                                                        |          |           | De Genneper Molen, 13                           | 51° 42' 9" NB, 5° 58' 11" OL  | 0907/      | Upload foto       |
| St.-Hoofdgebouw en ’t Juweeltje Sanatorium Zonlichtheide (St. Augustinusstichting) |          |           | Heijenseweg, 75                                 | 51° 41' 22" NB, 5° 58' 19" OL | 0907/      | Upload foto       |
| Eerste steen in Pijler                                                             |          |           | Maasbrug Gennep / Oeffelt                       |                               | 0907/      | Upload foto       |

## Heijen
De plaats Heijen kent één gemeentelijk monument:
| Object      | Bouwjaar | Architect | Locatie            | Coördinaten                   | Nr.        | Afbeelding  |
| ----------- | -------- | --------- | ------------------ | ----------------------------- | ---------- | ----------- |
| Trafohuisje |          |           | Hoofdstraat bij 26 | 51° 40' 28" NB, 5° 58' 37" OL | 0907/WN002 | Trafohuisje |

## Milsbeek
De plaats Milsbeek kent elf gemeentelijke monumenten:
| Object                                                          | Bouwjaar                                       | Architect               | Locatie                                                   | Coördinaten                   | Nr.        | Afbeelding                              |
| --------------------------------------------------------------- | ---------------------------------------------- | ----------------------- | --------------------------------------------------------- | ----------------------------- | ---------- | --------------------------------------- |
| Poldermolen Milsbeek, afwateringsmolen met buizenstelsel en put | 1909                                           |                         | In weiland t/o Achterbroek 15 (industrieterrein Ovenberg) | 51° 43' 19" NB, 5° 56' 10" OL | 0907/WN004 | Upload foto                             |
| Woonhuis                                                        |                                                |                         | Bloemenstraat 84                                          | 51° 43' 6" NB, 5° 56' 23" OL  | 0907/      | Upload foto                             |
| Schoorsteen voormalige Steenfabriek Huisman                     | 1976                                           |                         | Bloemenstraat 13                                          | 51° 43' 3" NB, 5° 56' 19" OL  | 0907/      | Upload foto                             |
| Pastorie                                                        | 1931                                           | Jean Coumans            | Kerkstraat 25                                             | 51° 43' 31" NB, 5° 57' 4" OL  | 0907/      | Upload foto                             |
| Onze-Lieve-Vrouw van Altijddurende Bijstandkerk                 | 1931, 1948 herstel schade, 1978/79 uitbreiding | Jean Coumans            | Kerkstraat 27                                             | 51° 43' 32" NB, 5° 57' 4" OL  | 0907/      | Meer afbeeldingen                       |
| Militaire begraafplaats                                         | vanaf 1945                                     |                         | Kerkstraat bij 27                                         | 51° 43' 35" NB, 5° 57' 1" OL  | 0907/      | Meer afbeeldingen                       |
| begraafplaats                                                   | vanaf 1936                                     | Jean Coumans            | Kerkstraat bij 27                                         | 51° 43' 33" NB, 5° 57' 2" OL  | 0907/      | begraafplaats                           |
| Molen Jansen, Molenromp, Windkorenmolen                         | 1909                                           | G. Jacobs (molenbouwer) | Ovenberg 3b-c                                             | 51° 43' 18" NB, 5° 56' 42" OL | 0907/WN005 | Molen Jansen, Molenromp, Windkorenmolen |
| Pand                                                            | 1951                                           | A.P. v/d Brink          | Ovenberg 5                                                | 51° 43' 18" NB, 5° 56' 40" OL | 0907/WN006 | Pand                                    |
| Pottery "de Jacobsladder"                                       |                                                |                         | Rijksweg 20                                               | 51° 43' 20" NB, 5° 57' 3" OL  | 0907/      | Pottery "de Jacobsladder"               |
| Trafohuisje                                                     | circa 1920-1925                                |                         | Rijksweg bij 33                                           | 51° 43' 21" NB, 5° 56' 59" OL | 0907/WN003 | Trafohuisje                             |

## Ottersum
De plaats Ottersum kent zes gemeentelijke monumenten:
| Object                                  | Bouwjaar                 | Architect                                                | Locatie                                    | Coördinaten                   | Nr.        | Afbeelding                              |
| --------------------------------------- | ------------------------ | -------------------------------------------------------- | ------------------------------------------ | ----------------------------- | ---------- | --------------------------------------- |
| Woon/winkelpand                         | ca. 1910                 |                                                          | Raadhuisplein 4-5                          | 51° 42' 8" NB, 5° 58' 56" OL  | 0907/WN007 | Woon/winkelpand                         |
| Graf KNIL-Militair en zijn vrouw        |                          |                                                          | Raadhuisplein 3, kerkhof Johannes de Doper | 51° 42' 7" NB, 5° 58' 56" OL  | 0907/      | Upload foto                             |
| Herenboerderij                          |                          |                                                          | St. Janstraat 1 /Brink                     | 51° 42' 12" NB, 5° 58' 49" OL | 0907/      | Upload foto                             |
| Voormalig klooster / schoolgebouw       |                          |                                                          | ´t Stepke 3                                | 51° 42' 8" NB, 5° 58' 53" OL  | 0907/      | Upload foto                             |
| Voormalig klooster / Woonhuis           |                          |                                                          | ´t Stepke 5                                | 51° 42' 7" NB, 5° 58' 52" OL  | 0907/      | Upload foto                             |
| Cooperatieve Stoomzuivelfabriek St. Jan | 4e kwart van de 19e eeuw | J. Cleven te Nieuwstad (1903), J. Janssen, Gennep (1916) | 't Zand 1                                  | 51° 42' 8" NB, 5° 58' 48" OL  | 0907/WN008 | Cooperatieve Stoomzuivelfabriek St. Jan |

## Ven-Zelderheide
De plaats Ven-Zelderheide kent één gemeentelijk monument:
| Object                | Bouwjaar | Architect                                    | Locatie       | Coördinaten                  | Nr.   | Afbeelding        |
| --------------------- | -------- | -------------------------------------------- | ------------- | ---------------------------- | ----- | ----------------- |
| Sint-Antonius Abtkerk | 1952     | Margry & Lerou, Venray/Van den Brink, Gennep | Vensestraat 1 | 51° 42' 44" NB, 6° 1' 24" OL | 0907/ | Meer afbeeldingen |